# 柏祐賢
柏 祐賢（かしわ すけかた、1907年〈明治40年〉11月10日 - 2007年〈平成19年〉3月12日）は、日本の農学者、農業経済学者。京都大学名誉教授、第2代京都産業大学学長。李登輝（第4代中華民国総統）の京大農学部在籍時の恩師として知られる。

## 経歴
1907年、富山県立山町生まれ。京都帝国大学農学部農林経済学科で学び、1933年に卒業。
卒業後は同1933年に農林省入省。1936年、京都帝国大学農学部助手に任じられる。1939年、同大学農学部講師に昇進。11月、京都帝国大学人文科学研究所助教授となる。
1945年、太平洋戦争が終結。1947年4月、京都帝国大学人文科学研究所教授に昇進。1948年8月に学位論文『経済秩序個性論：中国経済の理論的研究』を京都大学に提出して農学博士を提出。1949年5月、京都大学農学部教授となる。農史講座を担当し、1952年より農学原論講座を担当。1971年に京都大学を退官し、名誉教授となった。
1971年4月より京都産業大学教養部教授として教鞭をとった。1972年4月より、教養部長をつとめた。1976年4月より京都産業大学副総長。1978年9月より1996年9月まで京都産業大学学長。1979年7月から1999年6月まで学校法人京都産業大学理事長。

### 役職
- 1962年5月 京都大学評議員（1964年5月まで）
- 1967年8月 京都大学学生部長（1968年4月まで）
- 1969年2月 京都大学農学部長事務取扱（12月まで）

## 受賞歴・叙勲歴
2001年 勲二等瑞宝章を受章。

## 研究内容・業績
- 農学者かつ農業経済学者として戦中から戦後にかけ中国の「経済秩序」について独創的な研究を残し、さらに独自の歴史観・理論を提示しようとした[4]。

## 著書
- 『経済科学の構造』弘文堂書房、1943年
- 『北支の農村経済社会　その構造と展開』弘文堂書房、1944年
- 『経済秩序個性論』人文書林、1947-1948年
- 『企業者』弘文堂書房、1947年
- 『転換期に立つ日本農業』富民社、1948年
- 『農業政策』朝日新聞社、1950年
- 『資本主義的投資と過剰就業』過剰就業研究会、1956年
- 『資本主義のメカニズム』関書院、1957年
- 『新しい農民地図』明文堂、1958年
- 『日本農業概論』養賢堂、1960年
- 『農業政策論』養賢堂、1962年
- 『農学原論』養賢堂、1962年
- 『ドイツ人のつら魂』経済往来社、1963年
- 『日本農業の未来像』富民協会、1964年
- 『農業問題の正しい認識』富民協会、1966年
- 『農政への期待』富民協会、1968年
- 『危機の歴史観』未來社、1968年
- 『現代のこころ』富民協会、1970年
- 『農政の基調』富民協会、1970年
- 『秋の夕映え』富民協会、1971年
- 『農学の定礎者 テーヤの生涯』富民協会、1975年
- 『西ドイツの農業政策』ミネルヴァ書房、1977年
- 『新時代の農業』富民協会、1977年
- 『戦後農政の再検討』（共編著） ミネルヴァ書房、1978年
- 『農学のゆくえ』富民協会、1980年
- 『大学の道』日本経済評論社、1981年
- 『現代のいぶき』北斗書房、1983年
- 『学問の道標』未來社、1984年
- 『柏祐賢著作集』全25冊　京都産業大学出版会、1985-1990年
- 『晩秋の囁き』北斗書房、1996年
- 『戦後のヨーロッパ旅行印象記』北斗書房、1997年
- 『爽やかな展望』北斗書房、1998年
- 『墨薫　柏祐賢筆跡集』北斗書房、1999年
- 『残照』北斗書房、2006年

## 関連書
- （柏祐賢博士還暦記念出版）『近代農学論集』養賢堂、1971年
- （農業原論研究会編）『柏祐賢教授史観をめぐる40年』未來社、1971年
- （柏祐賢著作集完成記念出版）『現代農学論集』日本経済評論社、1988年
- （柏久編著）『「生きる」ための往生 李登輝台湾前総統恩師柏祐賢の遺言』昭和堂、2007年